# Розанова, Мария Васильевна
Мари́я Васи́льевна Ро́занова (27 декабря 1929, Витебск — 13 декабря 2023, Фонтене-о-Роз) — русский литератор и публицист, издатель, радиоведущая. Жена писателя Андрея Синявского.

## Биография
Мария Васильевна Розанова родилась 27 декабря 1929 года в Витебске.
Окончила искусствоведческое отделение МГУ. Работала в Литературном музее, занималась архитектурной реставрацией, преподавала в студии Театра имени Моссовета, работала экскурсоводом, преподавала во ВГИКе, в Абрамцевском художественном училище. Печаталась в журнале «Декоративное искусство СССР». Была известным ювелиром.
В 1973 году вместе с мужем — писателем Андреем Синявским — выехала из СССР. С 1977 по 1997 год — издатель и соредактор, а позднее главный редактор журнала «Синтаксис». Жила в пригороде Парижа.
Вела передачу «Мы за границей» на Радио «Свобода».
В 2008 году вышел документальный фильм Александрины Вигилянской «Абрам да Марья». Он посвящён Андрею Синявскому, Марии Розановой и их вкладу в русскую литературу.

## Издатель
Первые годы эмиграции оказались сложными для Марии Розановой и Андрея Синявского. Издавать его книги на русском языке издательства не стремились, хотя предложения от итальянских и французских издателей поступали. В этот период Мария Розанова приняла решение стать самостоятельным издателем. Первоначально задумав журнал для публикации произведений Андрея Синявского (печатавшегося под литературным псевдонимом Абрам Терц), Розанова вскоре поняла, что он востребован в кругу других литераторов, живущих в эмиграции и не имеющих возможность печататься. Так возник «Синтаксис», популярный в литературных кругах Европы журнал, который вёл полемику с другими периодическими изданиями русской эмиграции — журналами «Русская мысль», «Посев» и «Континент». В издательском деле считала себя оппонентом другого издателя эмиграции, Никиты Струве, который возглавлял издательский дом YMCA-Press.
Поскольку средств не хватало, Розанова выполняла в журнале всю основную работу: была редактором, корректором, типографом, администратором. Она выполняла также функции наборщика и сама стояла у печатного станка.

Она не только издавала произведения своего мужа, но и осуществляла коммерческие проекты, то есть была редактором и типографом авторов, которые издавали собственные произведения за собственные деньги. В нескольких интервью признавалась, что печатала по заказу ЦРУ русофобскую литературу для среднеазиатских республик СССР:
Дело в том, что много лет я печатала свой журнал «Синтаксис» в собственной типографии, которая, кроме синтаксических изделий, еще брала заказы на печать у разных лиц и организаций. И вот однажды звонит мне новый клиент и просит приехать к нему, чтобы обсудить большой типографский проект. Я, говорит, старый, мне, говорит, самому приехать трудно. Приезжаю. И попадаю в чудесный дом отставного профессора Беннигсена, специалиста по мусульманским странам, сына известного путешественника и этнографа (см. «Легенды и сказки Центральной Азии, собранные графом А. П. Беннигсеном», СПб, 1912), который предлагает мне принять заказ от Society for Central Asian Studies (Оксфорд) на переиздание серии книг о мусульманах в России и просит сделать смету на первую книжку. Но как только я делаю предварительные подсчеты, происходит нечто невероятное: клиент вместо того, чтобы скривиться и хотя бы намекнуть на то, что «дороговато», как поступают обычно заказчики, вдруг говорит: «Марь Васильна, а не мало ли вы берете? Ваша работа должна стоить гораздо больше!» Я удивилась, но отказываться не стала, а когда книга была кончена печатью, за ней приехал из Оксфорда сам руководитель азиатского Society — роскошный американец Э.Уимбуш, в прошлом студент Беннигсена в университете города Чикаго.

Потом я напечатала вторую книгу, третью, а на четвертой американец спросил, не предпочла бы я получать деньги за работу не банковским чеком, а наличными. На этой фразе все стало на свои места — я достаточно хорошо знала, что «черным налом» на Западе платят только спецслужбы. Всего из моей типографии вышло двадцать книг: «Туркестан — колония», «Казахи о русских до 1917 года», «Восстание казахов и киргизов в 1916 году», «Три имама» и еще шестнадцать. Они никогда не поступали в книжные магазины. В университетских библиотеках Европы и Америки их тоже нет. Все тиражи шли в наши республики, а прекрасный американец пошел на повышение: стал директором Радиостанции «Свобода»
Среди отдельных изданий Марии Розановой — книга Синявского «Прогулки с Пушкиным», которая вызвала неоднозначную реакцию в литературных кругах.
Павел Уваров вспоминал: «Мария Васильевна Розанова, когда человек приносит ей стихи, говорит в таких случаях: „Извините, но я стихи живых поэтов не читаю“».